# Енріко Ріволта
Енріко Ріволта (італ. Enrico Rivolta, нар. 29 червня 1905, Мілан — пом. 18 березня 1974, Мілан) — італійський футболіст, що грав на позиції півзахисника.
Більшу частину кар'єри провів у «Інтернаціонале», з яким став чемпіоном Італії, а також національну збірну Італії, у складі якою брав участь у літніх Олімпійських Іграх 1928 року у Амстердаме, де збірна Італії стала бронзовим призером.

## Клубна кар'єра
Енріко Ріволта народився 29 червня 1905 року в Мілані. З раннього дитинства захоплювався футболом. Батьками був відданий в футбольну школу міланського «Інтернаціонале».
Дебютував за основний склад «Інтера» в 1922 році, у віці 17 років. Протягом десяти років будучи основним футболістом команди в чемпіонатах Італії Рівольта провів в цілому за «неррадзурі» 265 матчів в яких забив 54 голи. У складі «Інтернаціонале» Ріволта в сезоні 1929/30 став чемпіоном Італії, крім того з міланцями він двічі ставав бронзовим призером першості (1923/24 і 1932/33).
По закінченню сезону 1932/33 за дві тисячі фунтів був куплений футбольним клубом «Наполі», в складі якого в сезоні 1933/34 стає бронзовим призером чемпіонату. Всього за неаполітанців Рівольта провів три сезони, за які зіграв 85 матчів і забив 2 голи. 
Після цього відбувся його перехід в «Мілан», за який Ріволта провів всього два матчі в кубку Італії.
Завершив професійну ігрову кар'єру у клубі «Крема».
Помер 18 березня 1974 року на 69-му році життя у місті Мілан.

## Виступи за збірну
1 січня 1928 року дебютував в офіційних іграх у складі національної збірної Італії в матчі зі збірною Швейцарії (3:2). 
У складі збірної був учасником  футбольного турніру на Олімпійських іграх 1928 року в Амстердамі, на якому команда здобула бронзові нагороди.
Протягом кар'єри у національній команді, яка тривала усього 2 роки, провів у формі головної команди країни 8 матчів, забивши 1 гол.
| Дата       | Місто     | Господарі | Результат  | Гості     | Турнір                             | Голи | Примітки |
| ---------- | --------- | --------- | ---------- | --------- | ---------------------------------- | ---- | -------- |
| 01/01/1928 | Генуя     | Італія    | 3 – 2      | Швейцарія | Кубок Центральної Європи 1927—1930 | -    |          |
| 22/04/1928 | Хіхон     | Іспанія   | 1 – 1      | Італія    | товариський матч                   | -    |          |
| 29/05/1928 | Амстердам | Франція   | 3 – 4      | Італія    | ОІ 1928                            | -    |          |
| 01/06/1928 | Амстердам | Іспанія   | 1 – 1 д.ч. | Італія    | ОІ 1928                            | -    |          |
| 04/06/1928 | Амстердам | Іспанія   | 1 – 7      | Італія    | ОІ 1928                            | 1    |          |
| 07/06/1928 | Амстердам | Уругвай   | 3 – 2      | Італія    | ОІ 1928                            | -    |          |
| 11/11/1928 | Рим       | Італія    | 2 – 2      | Австрія   | товариський матч                   | -    |          |
| 28/04/1929 | Турин     | Італія    | 1 – 2      | Німеччини | товариський матч                   | -    |          |
| Усього     |           | Матчів    | 8          |           | Голів                              | 1    |          |

## Титули і досягнення
- Чемпіон Італії (1):

«Амброзіана-Інтер»:  1929-1930
- Володар Кубка Центральної Європи (1):

Італія: 1927–1930
- Бронзовий олімпійський призер: 1928